# DisneyMania 5
Disneymania 5 es el quinto álbum del DisneyMania series. Salió a la venta el 27 de marzo de 2007. El álbum cuenta con cuatro de las estrellas de High School Musical:Lucas Grabeel, Ashley Tisdale y Corbin Bleu, además de la estrella de High School Musical: El Concierto, Drew Seeley, entre otros. El álbum Disney otras características relacionadas con estrellas también. El álbum debutó en el Billboard 200 en la posición #14 con una ventas de 44 000 unidades, el mayor debut para una álbum Disneymania hasta la fecha. Desde entonces, ha vendido 292 239 unidades. El álbum también cuenta con la estrella de Héroes, Hayden Panettiere en su CD debut y con el estelar del reciente descubrimiento de los Jonas Brothers.

## Lista de canciones
| DisneyMania 5 |                                                                 |                   |          |  |
| N.º           | Título                                                          | Intérprete(s)     | Duración |  |
| 1.            | «Part of Your World» (De la película: La Sirenita)              | Miley Cyrus       |          |  |
| 2.            | «Two Worlds» (De la película: Tarzán)                           | Corbin Bleu       |          |  |
| 3.            | «So This Is Love» (De la película: Cenicienta)                  | The Cheetah Girls |          |  |
| 4.            | «I Wanna Be Like You» (De la película: El Libro de la Selva)    | Jonas Brothers    |          |  |
| 5.            | «When She Loved Me» (De la película: Toy Story 2)               | Jordan Pruitt     |          |  |
| 6.            | «Kiss the Girl» (De la película: La Sirenita)                   | Ashley Tisdale    |          |  |
| 7.            | «The Second Star to the Right» (De la película: Peter Pan)      | T-Squad           |          |  |
| 8.            | «Cruella de Vil» (De la película: 101 dálmatas)                 | Hayden Panettiere |          |  |
| 9.            | «Go the Distance» (De la película: Hércules)                    | Lucas Grabeel     |          |  |
| 10.           | «The Siamese Cat Song» (De la película: La Dama y el Vagabundo) | B5                |          |  |
| 11.           | «Reflection» (De la película: Mulan)                            | Everlife          |          |  |
| 12.           | «Let's Get Together» (De la película: Juego de Gemelas)         | The Go-Go's       |          |  |
| 13.           | «True to Your Heart» (De la película: Mulan)                    | Keke Palmer       |          |  |
| 14.           | «Find Yourself» (De la película: Cars)                          | Drew Seeley       |          |  |
| 53:18         |                                                                 |                   |          |  |

El Wal-Mart exclusive incluye una tarjeta para una descarga gratuita del bonus track Goodbye (Everlife).

## Posiciones
DisneyMania 5 es el álbum más famoso de la serie, alcanzando un máximo en el puesto #14, una posición por encima de DisneyMania 4. Sin embargo, tuvo la segunda primera semana más baja de ventas (detrás de DisneyRemixMania). Hasta la fecha, DisneyMania 5 ha vendido un total de 190.104 ejemplares. En Brasil, el álbum vendió más de 10000 copias.
| Álbum       | Posición      | Posición       |
| Álbum       | Billboard 200 | Top Kids Audio |
| ----------- | ------------- | -------------- |
| DisneyMania | 14            | 1              |

## Sencillos
1. T-Squad - "The Second Star to the Right" : En promoción de Peter Pan Edición Especial]] 2 Discos.
2. The Cheetah Girls - "So This Is Love".
3. Jonas Brothers - "I Wanna Be Like You" : En promoción de El libro de la selva Edición Platino 40 Aniversario.
4. Ashley Tisdale - "Kiss the Girl" : En promoción de La Sirenita Edición Especial 2 Discos.
5. Lucas Grabeel - "Go the Distance".

## Videos
1. T-Squad - "The Second Star to the Right"
2. The Cheetah Girls - "So This Is Love"
3. Jonas Brothers - "I Wanna Be Like You"
4. Ashley Tisdale - "Kiss The Girl"

## Relacionados
- DisneyMania Series
- Radio Disney Jams Series
- Pop It Rock It! y Pop It Rock It 2: It's On!
- Disney Channel Playlist y Disney Channel Playlist 2
- Disney Channel Holiday y Disney Channel - Christmas Hits
- Disney Channel Hits: Take 1 y Disney Channel Hits: Take 2
- Los Grandes Éxitos de Disney Channel (The Very Best of Disney Channel)

- Datos: Q777070